# Fernando Belloso y Lucas
Fernando Mariano Belloso y Lucas (Alaejos, Valladolid, 2 de febrero de 1848–Madrid, 31 de julio de 1919) fue un farmacéutico español de finales del siglo xix y principios del siglo xx.

## Biografía
Nacido en 1848 en Alaejos, Valladolid, Belloso y Lucas se especializó en farmacia química orgánica y se licenció de la Facultad de Farmacia de la Universidad Central en 1872, donde fue nombrado representante de farmacia de la comisión de redacción del reglamento, según acuerdo de la sesión celebrada, el 9 de mayo de 1872, en el Congreso Escolar.
Su primer destino como farmacéutico fue Rasueros, en la provincia de Ávila, y antes de 1875 se estableció en Alaejos, su localidad natal (partido judicial de Nava del Rey). En 1877 puso a la venta su botica de Alaejos. Dos años después, en 1879 se trasladó a Madrid, donde ejerció hasta 1884 en la botica de su propiedad en la Cava Baja n.º 53. En 1885 adquirió por compra en la calle Quintana nº20, la farmacia que fue de Federico Navarro, donde ejerció hasta su jubilación en 1919. Ocupó diferentes categorías y cargos dentro de la Clase Farmacéutica de Madrid, quedando constancia, en el reparto de contribución que tenían que pagar los farmacéuticos de la capital, publicados en los boletines.
Tras ser propuesto para individuo de número, en sesión ordinaria del 21 de enero de 1885, fue nombrado socio de número por unanimidad, del Colegio de Farmacéuticos de Madrid, en sesión celebrada el día 21 de febrero de 1885. Ocupó cargos como Secretario Segundo de la Sección Científica en 1886, Secretario de la Sección Profesional en 1888 y Fiscal de la Junta de Gobierno en 1901, 1904 y 1905.
En 1885 fue expedido su título de Doctor en Farmacia. La investidura fue el 30 de marzo de 1885, hizo su presentación al claustro universitario Ricardo de Sádaba. A principios de 1888 fue nombrado, a propuesta de la Junta Provincial de Sanidad, Subdelegado de Farmacia del distrito de Palacio, cargo honorífico que venía desempeñando interinamente desde septiembre de 1885 y que desempeñó hasta 1919.
El 23 de febrero de 1888 en la sección de Crónicas de La Farmacia Española se publica: "En prueba de compañerismo. Hemos tenido el gusto de leer una providencia gubernativa desestimando, por no haber lugar a falta, la denuncia o protesta que contra el Sr. Belloso se elevó al Excmo. señor gobernador de esta provincia por supuestos abusos en el ejercicio de la profesión, que se decían cometidos por aquel compañero, acompañando un prospecto en que se anunciaba la venta de específicos. Felicitamos al Subdelegado Sr. Belloso por esta providencia, que deja a salvo su dignidad y decoro profesionales, y encontramos muy plausible su propósito de no utilizar ningún procedimiento legal en contra de los que suscribieron el documento que dio origen a la referida resolución de la primera autoridad civil de la provincia ".
El 13 de abril de 1889 escribió el artículo, La Expendeduría Número Dos, referente a la apertura de una nueva botica militar. Dicho artículo fue publicado en abril de ese mismo año, en La Farmacia Española y en el periódico El Mediodía.
El 17 y el 21 de junio de 1890 aparece en dos publicaciones, que "El Círculo Cooperativo Militar designó la farmacia del doctor Fernando Belloso entre otras, para que prestara asistencia y facilitara medicinas a sus socios".
El 15 de noviembre de 1891, La Farmacia Moderna, publica un artículo sobre Fernando Belloso en el que se le nombra como, "Un Subdelegado con fe". Celoso defensor de los intereses y derechos profesionales, llevó ante los tribunales de justicia a un droguero y utilizó la eficacia dispositiva de Reales Órdenes; inició una campaña contra la intrusión en el ejercicio de la profesión farmacéutica.  La Junta de defensa de la Clase Farmacéutica contribuyó al éxito de aquella campaña y se asoció en todo, ofreciendo sus recursos a las iniciativas del Sr. Belloso.
Fue designado tres veces por el ayuntamiento de Madrid y por sorteo, vocal asociado que debía formar parte de la Junta municipal durante los años 1892, 1898, 1904 y 1905. El 20 de marzo de 1899: El asociado D. Fernando Belloso y Lucas, presentó y defendió, en la última sesión de la Junta municipal, una enmienda al capítulo V, artículo 1º de los presupuestos del interior, contra la creación de una farmacia municipal que se proyectaba, aprobándose dicha enmienda por 24 votos contra 13.
En 1895 y bajo dictamen de la Real Academia de Medicina, fue nombrado para una de las plazas de farmacéutico, del Cuerpo de Orden Público D. Fernando Belloso Subdelegado del distrito de Palacio.
Ocupó el cargo de vocal de 1895 a 1899 y de vocal numerario de la excelentísima Junta Provincial de Sanidad, para el bienio de 1902 a 1903.
A principios de 1896 obtiene el cargo de farmacéutico auxiliar del entonces recién restaurado Hospital de Vallehermoso.
Jefe farmacéutico del distrito de Palacio desde el 26 de marzo de 1897 con antigüedad en el Cuerpo de Farmacéuticos del 27 de marzo de 1889.
En 1901 se presentó a las elecciones como diputado en Cortes por la localidad de Nava del Rey, provincia de Valladolid.
A principios de 1903, fue nombrado en sesión extraordinaria de los subdelegados de Sanidad de Madrid, Vocal del Comité de organización para la celebrar en Madrid una Asamblea de Subdelegados de toda España (iniciativa de los subdelegados de Sanidad de Barcelona); formó parte de la mesa presidencial en la inauguración de dicha asamblea. También en la sesión del día 3 de mayo de 1903 aparece como vocal en la Asamblea General de subdelegados de Madrid.
Formó parte de la Junta Central de organización y propaganda, por el Cuerpo Médico Farmacéutico de Seguridad, del Congreso Internacional de medicina celebrado en abril de 1903 en Madrid bajo el patronato de S.M. el rey D.Alfonso XIII y de S.M. la reina regente.
El 13 y 16 de octubre de 1903 se publica: La candidatura farmacéutica para la Junta de Patronato en la que figura como suplente.
Fue designado por el Claustro de doctores de la Universidad Central el 18 de marzo de 1905. El 12 de enero de 1905, el periódico oficial de Farmacéuticos de Madrid, la revista científica y profesional, La Farmacia Española, hizo de él un reconocimiento público.
El 11 de enero de 1906 se publica que: "El Doctor Fernando Belloso leyó una bien escrita Memoria sobre, Análisis químico de las aguas, reseña histórica que fue muy aplaudida, en la primera sesión en el Ateneo Medicofarmacéutico, presidida por el Sr. Ortega Morejón ".
Asistente a las sesiones de la Asamblea Nacional de Farmacéuticos en representación de los subdelegados de Madrid en 1912.
El 31 de octubre de 1912, El Restaurador Farmacéutico publicó que formó parte de "la Comisión designada para presentar al excelentísimo señor Ministro de Instrucción Pública una instancia solicitando fuera concedida la Gran Cruz de Alfonso XII, al ilustre decano de la Facultad de Farmacia don José Rodríguez Carracido ".

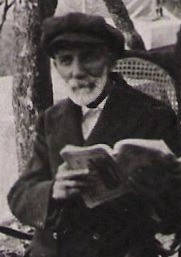
Fernando Belloso y Lucas 1848-1919

La Junta de Gobierno y Patronato de farmacéuticos titulares a los efectos que determinaron las Reales Órdenes de 13 de diciembre de 1912 y de 21 de diciembre de 1915, se publicaron el 9 de enero de 1913 y el 20 de enero de 1916 respectivamente, la relación de los profesores inscritos en el Cuerpo y una de los farmacéuticos inscritos y que pertenecían a la provincia. En ambas figuró Fernando Belloso.
El 27 de agosto de 1914 aparece como médico, en la lista definitiva de personas que les corresponde actuar como Jurados en el año 1915, según sorteo celebrado por la Sala de gobierno de la Audiencia Territorial de Madrid.
El 10 de enero de 1915, figura en la lista entre los señores comerciantes de Madrid que recientemente habían adquirido caja registradora National.
Asistió a la reunión de Subdelegados de Sanidad que se celebró el día 20 de abril de 1917 en el Colegio de Médicos.
Se le declaró con derecho a la jubilación remuneratoria de 1000 pesetas anuales, concedida por Real Orden de 28 de enero último. Acordado en febrero de 1919; el 21 de mayo del mismo año figura en prensa entre las Pensiones concedidas a Subdelegados de Sanidad.
Falleció en su casa de Madrid el 31 de julio de 1919. El 10 de agosto de 1919 en la revista científica y profesional La Farmacia Española publicó:"Necrología. El 31 de julio ha fallecido en Madrid, a los setenta y un años de edad, el doctor D. Fernando Belloso y Lucas, Subdelegado de Farmacia jubilado y Farmacéutico de la Beneficencia Municipal. El Sr. Belloso tomó activa parte en cuantos trabajos iniciara el Colegio de Farmacéuticos de Madrid y las instituciones profesionales que han funcionado en Madrid durante los últimos cuarenta años, y en ellas desempeñó, por elección de los compañeros, diferentes cargos, en los cuales, así como en el de Subdelegado, cumplió con los deberes a esos cargos inherentes ". 

### Beneficencia
Se le menciona en diferentes publicaciones de la época:
- El 7 y 8 de agosto de 1885: "Teniendo presente que los pobres de solemnidad pueden proveerse en todo tiempo de medicamentos gratis en más de cuarenta farmacias de la Beneficencia Municipal de la Corte, el Dr Fernando Belloso, dueño de la oficina de farmacia de la calle Quintana, nº24, barrio de Argüelles, ha ofrecido despachar gratis todos los medicamentos, con prescripción facultativa, que necesiten los vecinos de los barrios de Argüelles y Florida, que fuesen atacados de la epidemia, y hallándose sin recursos, no puedan, sin embargo, acreditarlo por medio de documento justificativo[44] ".
- El 26 y 27 de agosto de 1885: "La Junta de salubridad del barrio de Argüelles invita para que se le agreguen cuantas personas puedan prestar eficaces auxilios a los pobres. En la alcaldía del barrio, Mendizabal nº55, de reciben todos los donativos, y en el mismo local se halla constituida la guardia permanente para la pronta atención de todas las reclamaciones y necesidades que esté llamada a satisfacer. Por ofrecimiento del farmacéutico D. Fernando Velloso Lucas, Quintana nº24, hallaran los vecinos de los barrios de Argüelles y Florida medicamentos gratis, mediante prescripción facultativa[45] ".
- El 1 de marzo de 1888: "En virtud de propuesta de la Excma. Junta provincial de Sanidad, con fecha 8 del corriente, ha sido nombrado en propiedad Subdelegado de Farmacia del distrito de Palacio el Dr. D. Fernando Belloso, cargo honorífico que desempeñaba interinamente desde 1 de septiembre de 1885, cuando una epidemia azotaba muchas poblaciones de España, prestando constantemente sus humanitarios servicios en cuantos casos ocurrieron en aquel distrito[46] ".
- El 9 y 10 de enero de 1890: "La Junta de salubridad y socorros del distrito de Palacio se reunió anteayer tarde, y, entre otros asuntos, acordó por unanimidad haber visto con satisfacción que el conocido farmacéutico Sr. Belloso, Subdelegado de Sanidad del distrito, había ofrecido despachar gratuitamente los medicamentos que necesiten todos los enfermos del indicado distrito y que la Junta considerase oportuno concederles. El Sr. Belloso, además, ha contribuido con una cantidad en metálico para la suscripción abierta por la referida Junta[47] ".
- El 28 de febrero de 1895, es designado en el concurso verificado para optar a las plazas de médicos y farmacéuticos del Monte Pío del Cuerpo de Seguridad, la Real Academia de Medicina, en virtud de los expedientes de méritos y servicios.[48]
- El 29 de junio de 1902, aparece como uno de los farmacéuticos en Madrid que se han ofrecido espontáneamente a realizar el suministro gratuito de medicinas a los asilos de niños que sostiene la sociedad caritativa La Cuna de Jesús.[49]
- El 7 de mayo de 1903, se publica un artículo sobre la epidemia de Tifus en Madrid, donde se le nombra como profesor del Cuerpo de Beneficencia Municipal y farmacéutico a cargo del servicio del Hospital instalado en el cerro del Pimiento.[50]
- El 8 y 9 de mayo de 1903 se publica: La Salud en Madrid. La asistencia facultativa de los enfermos instalados en el hospital del cerro del Pimiento corre a cargo de los competentes profesores del Cuerpo de Beneficencia Municipal. Farmacéutico encargado de la asistencia, Sr. Belloso.[51]
- El 6 de diciembre de 1906 en la revista científica y profesional La Farmacia Española se publica que figura entre los farmacéuticos que se inscribieron en la institución benéfica la Caja de Socorro.[52]
- El 16 de marzo de 1911 en la revista científica y profesional La Farmacia Española consta, en el n.º 4, como Jefe farmacéutico en el escalafón de farmacéuticos del Cuerpo facultativo de la Beneficencia Municipal de Madrid.[53]

### Publicaciones conocidas
- Tesis doctoral Historia del análisis de las aguas en 1881.[54]
- Artículos en revistas médicas como Los alcoholes en 1887 y La Expendeduría Número Dos en 1889.[55]

### Familia
Hijo de Pedro Belloso López y Fernanda Lucas Rodríguez oriundos de Alaejos, Valladolid.
Nieto de Andrés Belloso Berdote natural de Alaejos, Valladolid e Ysabel María López Jiménez natural de Nava del Rey, Valladolid y de Andrés Lucas García y Tomasa Rodríguez Casas, naturales ambos de Alaejos, Valladolid.
Se casó con María Concepción Gómez Santana, hija de José Leonardo Gómez Sánchez y Damiana Gertrudis Santana Herrero, oriundos todos de Alaejos, Valladolid, el 2 de septiembre de 1874 en la Iglesia de Santa María de la Asunción, Alaejos. De este matrimonio no hubo descendencia.
Enviudó en 1875 y se volvió a casar en Madrid alrededor de 1879, con Victoria Rodríguez Martín hija de Severo Rodríguez Barrios y Quintina Martín Nieto, naturales todos de Torrecilla de la Orden, Valladolid; tuvieron tres hijas: Carmen, María Mercedes y Regina Belloso Rodríguez.

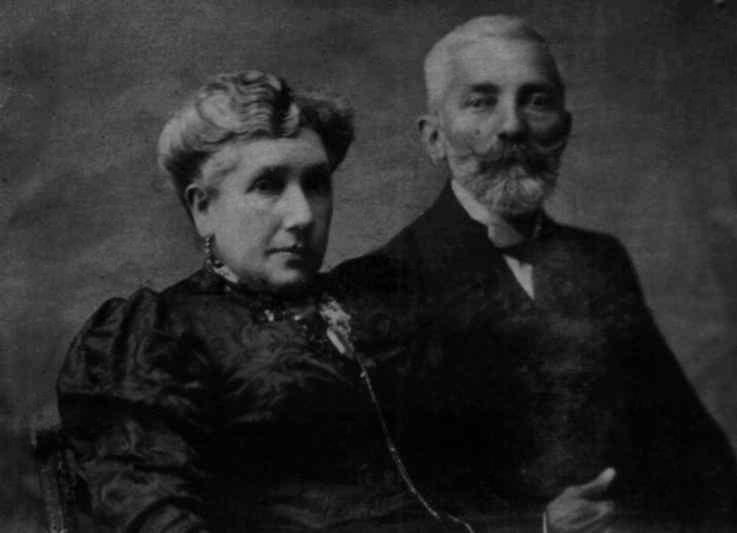
Fernando Belloso y Lucas y su esposa Victoria Rodríguez Martín

El 28 de agosto de 1899, publicó El porvenir segoviano: "En estos días han salido para Madrid, el doctor D. Fernado Belloso con sus hermosas hijas ".
El 3 de agosto de 1900, aparece en La Correspondencia de España, en la sección veraneo: "han salido ayer y hoy para La Granja, D. Fernando Belloso y familia", el 11 de agosto de 1900 en el Heraldo de Madrid: "Se encuentra en La Granja el doctor Fernando Belloso y Lucas"; y el 13 de septiembre de 1900, en El porvenir segoviano: "Después de pasar la temporada de verano en San Ildefonso, han salido para la Corte, el conocido Doctor D. Fernando Belloso y Lucas, con su distinguida familia ".

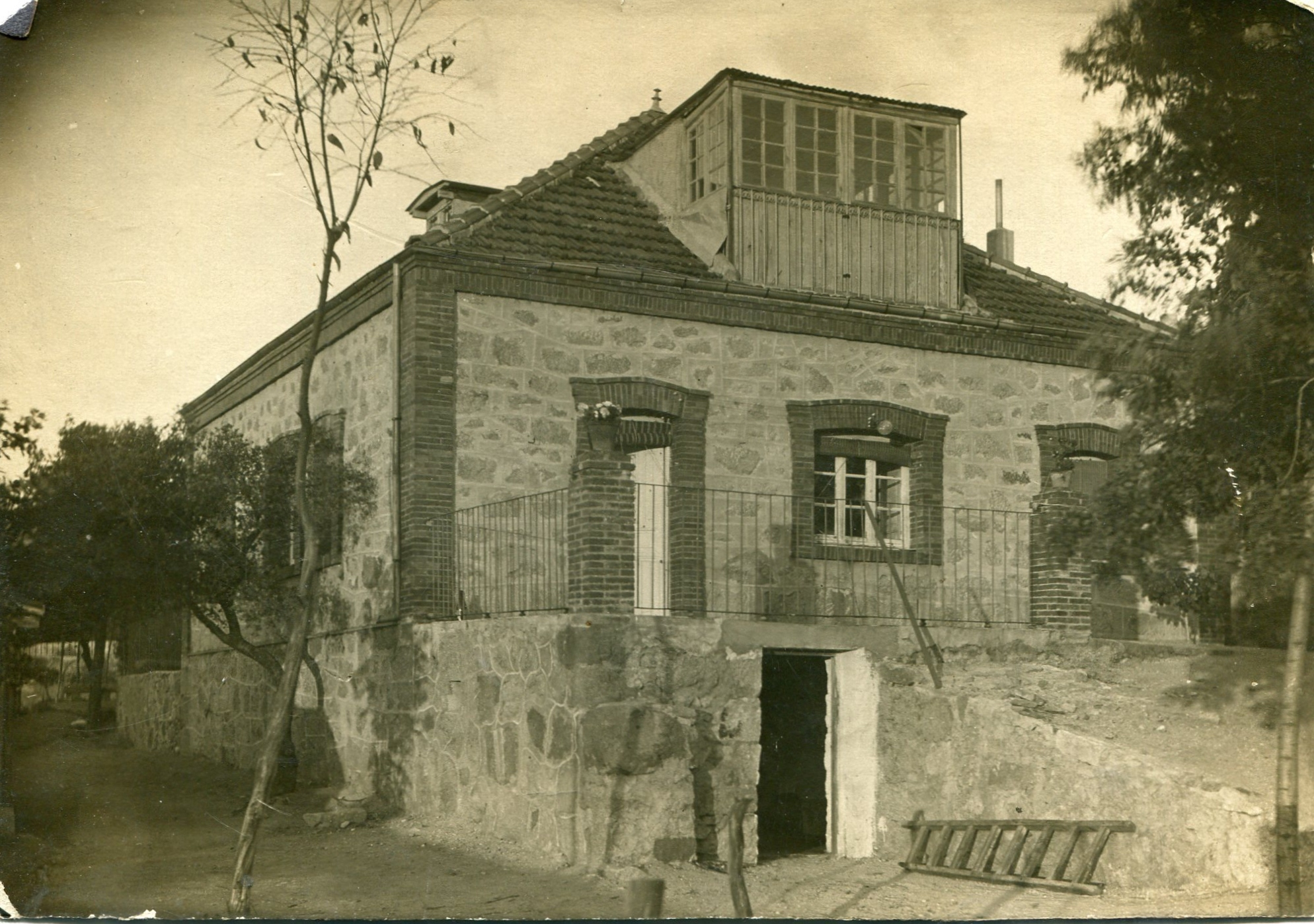
Villa Victoria Torrelodones, Madrid

El 16 de diciembre de 1904 contrajo nupcias en Madrid, en la Iglesia Parroquial de San Marcos, su hija Mercedes, con José Ponce de León y Encina, de este matrimonio nacieron cuatro hijos, José Luis, María Mercedes, María Victoria y María Encarnación Ponce de León Belloso.
Aparecen de nuevo en La Correspondencia de España en la sección veraneo, el 23 y 24 de julio de 1907: "Han salido para El Escorial: D. Fernando Belloso y familia"; y el 19 de julio de 1909 en el Heraldo de Madrid: "En los expresos hoy han salido: Para sus posesiones de Torrelodones, la distinguida familia del Dr. Belloso ".
A principios de 1909 en Madrid, se casó su hija Carmen con Hermigio Sanz Fernández, hijo de Tiburcio Sanz maestro de Carbonera y María Nieves Fernández. De este matrimonio nacieron dos hijos, Fernando y María Nieves Sanz Belloso.
Alrededor de 1918, su hija Regina se casó con Enrique Menéndez Arroyo. De este matrimonio nacieron dos hijos Enrique y Angelines Menéndez Belloso.